# Anke Rähm
Anke Rähm (* 30. März 1976 in Cottbus) ist eine deutsche Schauspielerin und Unternehmerin.

## Leben
Nach ihrem Abitur machte sie zunächst eine Tischlerlehre in Mixdorf und arbeitete als Bühnenbild-Assistentin in Nordhausen. 
Ihre ersten Schauspiel-Erfahrungen machte sie auf der Bühne in Frankfurt (Oder) und  Berlin. 
1998 bis 2001 machte Rähm eine Schauspielausbildung an der Schauspielschule „Der Kreis“ (Fritz-Kirchhoff-Schule) in Berlin.
Im Fernsehen war Anke Rähm unter anderem zu sehen in Die Kids von Berlin, St. Angela, Leaves quite gone, Dienst, Benzin im Blut, Einfach raus, Wolffs Revier, SOKO Leipzig, Unser Charly, Sommerakademie, Alphateam – Die Lebensretter im OP (2002) und In aller Freundschaft (2005). 
1999 bis 2001 war Anke Rähm als Insassin Julia „Jule“ Neumann in der RTL-Justizserie Hinter Gittern – Der Frauenknast zu sehen.
Sie betreibt in Fürstenwalde ein eigenes Fitnessstudio.